# 소연 (1987년)
소연(素妍，본명: 박소연, 朴昭姸, 1987년 10월 5일 ~ )은 대한민국의 가수이자 배우로, 과거 걸 그룹 티아라의 전 멤버였다. 티아라로 데뷔하기 전에는 소녀시대의 데뷔조였다.
출생 당시 이름은 박인정이었지만, 2010년 박소연으로 정식 개명하였다.
2005년 친친가요제에서 거미와 휘성의 듀엣곡 《Do it》으로 금상을 수상했고 SM 엔터테인먼트의 연습생이 된다.
여성 그룹 소녀시대의 예비 멤버였지만 탈퇴했고 2009년 6월 코어콘텐츠미디어 소속의 여성 그룹 티아라의 멤버에 합류하였다.
하지만 2017년 5월 계약만료와 동시에 보람과 함께 탈퇴했다.
2021년 3월 23일 데뷔 12년만에 첫 솔로 앨범 《인터뷰》로 컴백했다.

## 학력
- 안양예술고등학교 연극영화과 (졸업)

## 음반 활동

### 개인 음반
- 2010년 《고사2》 OST Part.1 - 뭐라고 끝낼까
- 2021년 《인터뷰》 - 인터뷰

### 참여 음반
- 2010년 《커피하우스》 OST 페이지원(Part.2) (with, 옥주현)
- 2011년 널 위해 부르는 노래(with, 안영민)
- 2011년 페이지원(옥주현, SG워너비, 티아라)
- 2012년 《Together》 양파 알아요 - (With. 양파, 소연, 이보람)

## 출연작

### 드라마
- 2010년 SBS 《자이언트》 - 바니걸스 역
- 2012년 KBS2 《해운대 연인들》 - 이관순 역
- 2015년 네이버 TV캐스트 《달콤한 유혹》(환상의 여친) - 소희 역

### 방송
- 2009년 KBS2 《천하무적 야구단》 서포터즈[4]
- 2011년 KBS2 《스쿨 버라이어티 백점만점》
- 2020년 SBS Plus 《미쓰백》 - 참가자 (1회 ~ 4회 하차)

## 수상
- 2005년 CMB 친친청소년가요제 금상[5]

## 사고
- 공부의 신 촬영 중 구토와 고열로 응급실에 실려갔고 1월 29일 신종플루 확진을 받았지만 완치되었다.
- 2012년 8월 13일 교통사고[6]: 드라마 촬영장에 가던 중 교통사고가 일어나서 차가 고속도로에 전복되는 큰 사고를 당했지만 안전벨트 덕분에 큰 피해를 입지 않았다